# Боливийский рабочий центр
Боливийский рабочий центр, БРЦ (исп. Central Obrera Boliviana, COB) — крупнейшая боливийская федерация профессиональных союзов (национальный профсоюзный центр).

## Краткая история
Центр был создан в 1952 году на волне Боливийской национальной революции, сменив Конфедерацию профсоюзов трудящихся Боливии в качестве ведущего профцентра страны. Инициатором создания БРЦ стала радикальная Федерация профсоюзов рабочих горнорудной промышленности Боливии (ФСТМБ). В политическом отношении в учреждении БРЦ важную роль играли левонационалистически-популистское Национальное революционное движение и троцкистская Революционная рабочая партия. Лидером БРЦ стал Хуан Лечин, представлявший левое крыло НРД, изначально близкое к РРП. В период Революции 1952 года члены БРЦ составляли костяк отрядов рабочей милиции. После расхождения позиций НРД и РРП по вопросу о перспективах революционного движения, РРП оттесняется от руководства БРЦ.
Хуан Лечин, возглавлявший БРЦ с момента его основания, в 1963 году порвал с НРД. Его сторонники создали Левую национально-революционную партию. К новой партии присоединилась большая часть профсоюзных лидеров страны. Также в неё вступило большинство активистов РРП. В период правления генерала Хуана Хосе Торреса (1970—1971 годы), отмеченного активизацией политической жизни, БРЦ был инициатором создания Политического командования (Comando Politico) для координации действий боливийских рабочих. Затем Политическое командование созвало Народную ассамблею, призванную стать альтернативной «властью снизу» по аналогии с рабочими Советами русской революции. В состав Политического командования входили также активисты РРП, в их числе Гильермо Лора. Генерал Торрес предлагал представителям БРЦ войти в состав правительства, однако под давлением РРП они отказались это сделать.
В 1971 году власть в результате военного переворота захватывает полковник Уго Бансер. Переворот поддерживают правые из Боливийской социалистической фаланги и центристы из РНД. После попытки переворота в 1974 году Уго Бансер запретил деятельность всех политических партий, профсоюзов и студенческих организаций. В 1980-е годы БРЦ выступал против неолиберального курса правительств президентов Эрнана Силеса и Виктора Паса Эстенсоро. В 1985 году БРЦ стала инициатором всеобщей забастовки. Её итогом стали уступки правительства и отказ от курса МВФ. Однако после прихода к власти президента Паса Эстенсоро прежний курс был продолжен.
Центр выступает в настоящее время за национализацию природных ресурсов газа и против приватизации водных ресурсов. В 2005 году был организатором серии демонстраций, итогом которых стало свержение президента Карлоса Месы. В настоящее время в целом поддерживает курс правительства Эво Моралеса. В 2011 году организовал 12-дневную всеобщую забастовку за повышение зарплат.

## Организация
В Центр входит ряд крупных профсоюзных объединений — ФСТМБ, федерации фабричных рабочих, строителей, железнодорожников, конфедерация боливийских студентов, конфедерация трудящихся свободных профессий, конфедерация ремесленников, работников воздушного транспорта, конфедерация крестьян и др. На 1970 год численность БРЦ составляла около 400 000 человек. С сокращением влияния профсоюза горняков крупнейшей силой внутри БРЦ стала Единая профсоюзная конфедерация трудящихся крестьян Боливии.
Лидером Центра с 1952 по 1987 год являлся Хуан Лечин, возглавлявший также ФСТМБ. В настоящее время его возглавляет в качестве исполнительного секретаря Хайме Соларес, революционный социалист, обещавший Эво Моралесу «гражданскую войну», если президент продолжит то, что Соларес видит, как вмешательство в дела профсоюзов.

## Международные отношения
Центр является членом Международной конфедерации профсоюзов.